# An der Schmücke
An der Schmücke är en stad i Kyffhäuserkreis i förbundslandet Thüringen i Tyskland.
Staden bildades den 1 januari 2019 genom en sammanslagning av de tidigare kommunerna Bretleben, Gorsleben, Hauteroda, Heldrungen (stad), Hemleben och Oldisleben. Staden ingår i förvaltningsgemenskapen An der Schmücke tillsammans med kommunerna Etzleben och Oberheldrungen.